# Estación de Sant Andreu
Sant Andreu es una estación de la línea 1 del Metro de Barcelona situada en el distrito de San Andrés de Barcelona. La estación se encuentra muy cerca de la Estación de San Andrés Condal, lo cual permite hacer transbordo a las líneas R2, R2Nord y R11 de Rodalies de Catalunya.
La estación tiene dos salidas: Plaza de Orfila y calle Torras i Bages. Posee tres andenes, lo que permite la apertura de las puertas a ambos lados de los vagones.
La estación se inauguró en 1968 con el nombre de San Andrés como parte de la Línea I. En 1982 con la reorganización de los números a la numeración arábiga de líneas y cambios de nombre de estaciones pasó a ser una estación de la línea 1. Fue sometida en 2010 a una profunda reforma, siendo adaptada a personas con movilidad reducida, y renovándose los vestíbulos y la nave de andenes. Desde entonces posee un ascensor que comunica el vestíbulo con la plaza de Orfila y otro que comunica el vestíbulo con el andén central.
| << cabecera           | < estación   | línea | estación >     | cabecera >> |
| --------------------- | ------------ | ----- | -------------- | ----------- |
| Metro                 |              |       |                |             |
| Hospital de Bellvitge | Fabra i Puig |       | Torras i Bages | Fondo       |

- Datos: Q2536679
- Multimedia: Sant Andreu metro station / Q2536679